# Асама (гора)
Аса́ма (яп. 浅間山, あさまやま, асама-яма) — діючий комплексний вулкан в центральній частині острова Хонсю в Японії. Висота 2 542 м. Часті попільні виверження. Складений переважно андезитами. Державний парк «Вистоти Кодзуке, Сінано й Етіґо».

## Виверження
Передостаннє виверження (газів, попелу і лави) в 1958 році. Останнє катастрофічне виверження в 1783 році, коли загинуло більше 1400 людей. 2 лютого 2009 року почалося виверження вулкана, в результаті якого частина Токіо була засипана попелом.

### Вплив вивержень Асама на кліматичні зміни і події в історії
За даними НАСА упродовж 1100-1120-х років у Європі спостерігалось 7 місячних затемнень. Особливо відомим є затемнення 5 травня 1110 року, яке відображене у літописах, і тоді спостерігалось значне похолодання, що відобразилось ще й у льодових кернах. Дослідники вважають, що причиною цього стала гігантська хмара з сірки, яка закрила сонячне світло. Вони міркують, що утворення цієї хмари спричинив вулкан Асама, який у тому році вивергався впродовж декількох місяців підряд